# Вовчок самосиловий
Вовчок самосиловий (Orobanche teucrii) — вид квіткових рослин родини вовчкових (Orobanchaceae).

## Біоморфологічна характеристика
Це голопаразит. Рослина однорічна чи багаторічна, запушено-залозиста, заввишки 10–30 см на Teucrium, Thymus і Satureja. Стебло тонке, червонувато-жовте чи світло-жовте. Луска довжиною 10–15 мм. Квітки по 6–12 в коротких, нещільних колосках, з гвоздиковим запахом. Суцвіття 5–15 см. Чашечка 10–14 мм, з 2 вільними або внизу з'єднаними залозисто запушеними, нерідко 2-зубчастими часточками, які коротші за половину трубки віночка. Віночок 15–30 мм завдовжки, коричнево-ліловий, зовні жовтий, укритий густими світлими залозистими волосками. 2n=38.

## Поширення
Європа (Австрія, Бельгія, Швейцарія, Чехія, Німеччина, Угорщина, Словаччина, Білорусь, Україна, Албанія, Болгарія, Боснія і Герцеговина, Хорватія, Італія, Румунія, Сербія, Словенія, Іспанія, Франція [у т. ч. Корсика]).
В Україні вид росте на скелях і кам'янистих схилах — у Карпатах (хр. Свидовець), Розточчя-Опілля (Львівська область, м. Львів; Золочівський р-н, с. Червоне); паразитує на корінні дубровника.